# 余戸郷 (宮城郡)
余戸郷（あまるべごう）は、平安時代に日本の陸奥国宮城郡にあった郷である。
『倭名類聚抄』が宮城郡の郷を列挙する中に見える。現在は仙台市宮城野区岩切に余目という地名があり、これが余戸に由来すると推定される。岩切駅から南に七北田川を渡った辺りである。